# 科莫主教座堂

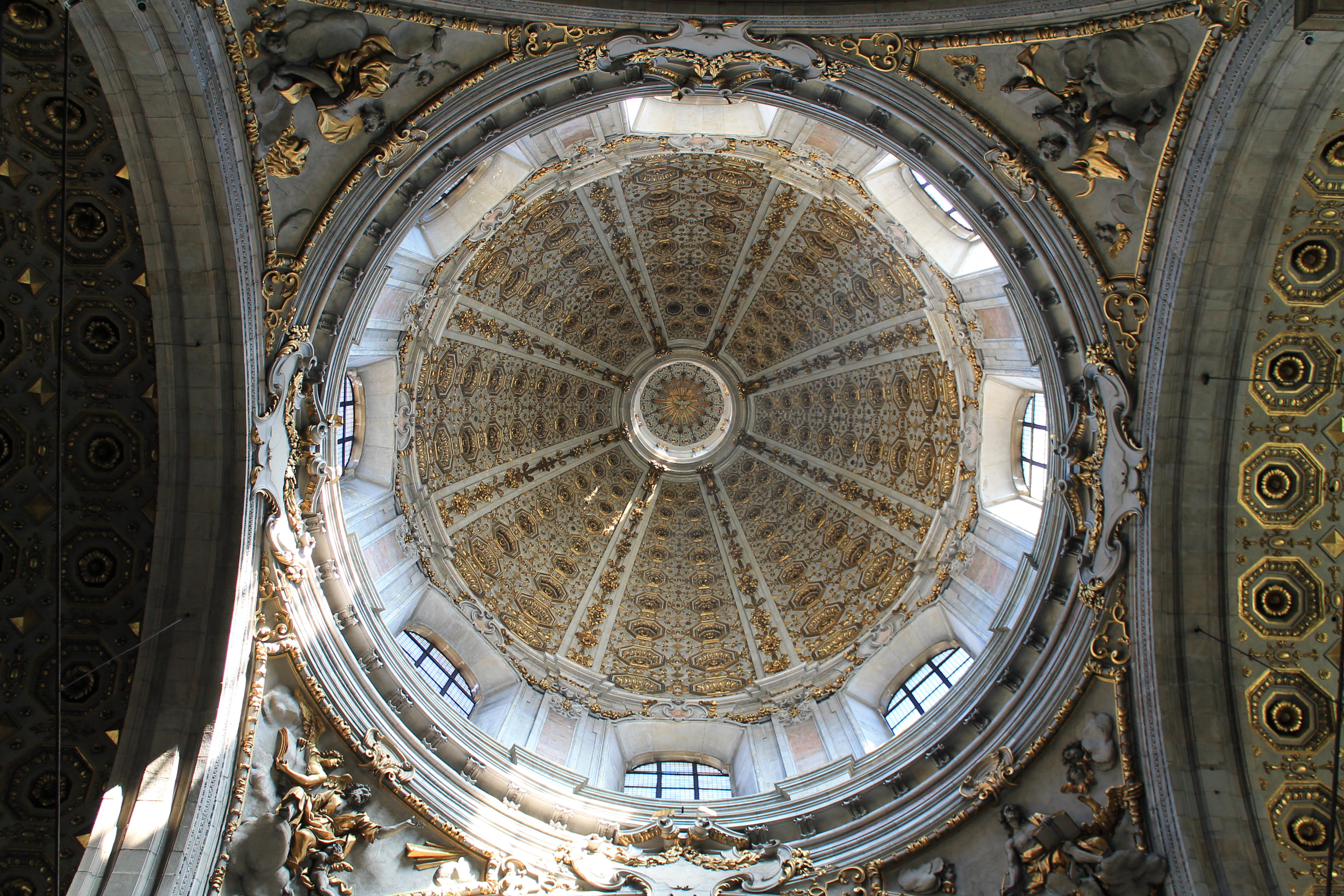
教堂穹頂

科莫大教堂（義大利語：Cattedrale di Santa Maria Assunta）是位於義大利北部倫巴第大區城市科莫的一座天主教的教堂，也是天主教科莫教區的主教座堂。教堂鄰近科莫湖，是這一地區最重要的建築之一。教堂始建於1396年，但直到1770年才完工。大教堂的房子是詹巴蒂斯塔·皮托尼的一幅非常重要的圣约瑟夫画作。

## 外部連結
- Duomo di Como （页面存档备份，存于） （意大利文）
- Sito del comune di Como （意大利文）
- Panorama of Como Cathedral Wikiwix的存檔，存档日期2011-11-13